# 飯島大介
飯島 大介（いいじま だいすけ、1950年1月2日 - ）は、日本の俳優。群馬県出身。身長172cm、血液型はA型。

## 出演作品

### 映画
- 「ヒポクラテスたち」大森一樹監督（1980年）
- 「狂い咲きサンダーロード」石井聰亙監督（1980年）
- 「セーラー服と機関銃」相米慎二監督（1981年）
- 「日本の熱い日々 謀殺・下山事件」熊井啓監督（1981年）
- 「爆裂都市 BURST CITY」石井總互監督（1982年）
- 「刑事物語」渡辺祐介監督（1982年）
- 「水のないプール」若松孝二監督（1982年）
- 「疑惑」野村芳太郎監督（1982年、松竹）
- 「戦場のメリークリスマス」大島渚監督（1983年）
- 「ダブルベッド」藤田敏八監督（1983年）
- 「俺っちのウエディング」根岸吉太郎監督（1983年）
- 「探偵物語」根岸吉太郎監督（1983年）
- 「セカンド・ラブ」東陽一監督（1983年）
- 「オキナワの少年」新城卓監督（1983年）
- 「団鬼六 美女縄地獄」中村幻児監督（1983年）
- 「海燕ジョーの奇跡」藤田敏八監督（1984年）
- 「湯殿山麓呪い村」池田敏春監督（1984年）
- 「すかんぴんウォーク」大森一樹監督（1984年）
- 「下半身症候群」中村幻児監督（1984年）
- 「トルコの48時間」中村幻児監督（1984年）
- 「ラブホテル 只今満室」渡辺護監督（1984年）
- 「ラブホテル」相米慎二監督（1985年）
- 「魔性の香り」池田敏春監督（1985年）
- 「友よ、静かに瞑れ」崔洋一監督（1985年）
- 「哀しい気分でジョーク」瀬川昌治監督（1985年）
- 「OL暴行汚す」佐藤寿保監督（1985年）
- 「ビー・バップ・ハイスクール 高校与太郎哀歌」那須博之監督（1986年）- 柔道大会の審判
- 「ザ・サムライ」鈴木則文監督（1986年）
- 「団鬼六 花と鞭」西村昭五郎監督（1986年）
- 「あぶない刑事」長谷部安春監督（1987年）
- 「青春かけおち篇」松原信吾監督（1987年）
- 「トットチャンネル」大森一樹監督（1987年）
- 「新宿純愛物語」 那須博之監督（1987年）
- 「またまたあぶない刑事」一倉治雄監督（1988年）
- 「ドグラ・マグラ」松本俊夫監督（1988年）
- 「もっともあぶない刑事」村川透監督（1989年）
- 「キスより簡単」若松孝二監督（1989年）
- 「津軽 TSUGARU」五十嵐匠監督（1989年）
- 「泣きぼくろ」工藤栄一監督（1991年）
- 「キスより簡単2 漂流編」若松孝二監督（1991年）
- 「昭和鉄風伝 日本海」佐々木正人監督（1991年）- 川辺組若頭・新城勝也
- 「本気!」吉川一義監督（1991年）- 近藤
- 「寝盗られ宗介」若松孝二監督（1992年）
- 「ザ・中学教師」平山秀幸監督（1992年）
- 「リング・リング・リング 涙のチャンピオンベルト」工藤栄一監督（1993年）
- 「眠らない街〜新宿鮫〜」滝田洋二郎監督（1993年）
- 「ヌードの夜」石井隆監督（1993年）
- 「爆走トラッカー軍団」長石多可男監督（1994年） - 山本秀男
- 「超能力者 未知への旅人」佐藤純彌監督（1994年）
- 「集団左遷」梶間俊一監督（1994年）
- 「大阪極道戦争　しのいだれ」細野辰興監督（1994年）
- 「きけ、わだつみの声 Last Friends」出目昌伸監督（1995年）
- 「マークスの山」崔洋一監督（1995年）
- 「GONIN」石井隆監督（1995年） - 大越組組員 野本
- 「あぶない刑事リターンズ」村川透監督（1996年）
- 「美味しんぼ」森﨑東監督（1996年）
- 「GONIN2」石井隆監督（1996年） - 中嶋組組長
- 「女優霊」中田秀夫監督（1996年）
- 「Morocco 横浜愚連隊物語」和泉聖治監督（1996年）
- 「北京原人 Who are you?」佐藤純彌監督（1997年）
- 「実録 新宿の顔〈ジュクのつら〉 新宿愚連隊物語」和泉聖治監督（1997年）
- 「林檎のうさぎ」小林広司監督（1997年）
- 「借王」和泉聖治監督（1997年） - パチンコ店
- 「岸和田少年愚連隊 血煙り純情篇」三池崇史監督（1997年）
- 「黒の天使 Vol.1」石井隆監督（1997年）- 安田
- 「あぶない刑事フォーエヴァー THE MOVIE」成田裕介監督（1998年）
- 「新生トイレの花子さん」堤幸彦監督（1998年）
- 「BLUES HARP」三池崇史監督（1998年）
- 「愛欲温泉 美肌のぬめり（原題：みちのく温泉逃避行）」サトウトシキ監督（1999年）
- 「美人取立て屋 恥ずかしい行為」工藤雅典監督（1999年）
- 「鉄道員 ぽっぽや」降旗康男監督（1999年）
- 「御法度」大島渚監督（1999年） - 谷三十郎
- 「制覇」鈴木浩介監督（1999年） - 伏田組組長
- 「黒の天使 Vol.2」石井隆監督（1999年）- 安田
- 「洗濯機は俺にまかせろ」篠原哲雄監督（1999年）
- 「アナーキー・イン・じゃぱんすけ」瀬々敬久監督（1999年）
- 「報復」鈴木浩介監督（1999年）
- 「平成金融道 裁き人」和泉聖治監督（1999年）
- 「痴漢電車 ゆれて絶頂5秒前」関根和美監督（2000年）
- 「D」岡部暢哉監督（2000年）
- 「HYSTERIC」瀬々敬久監督（2000年）
- 「フリーズ・ミー」石井隆監督（2000年）
- 「ekiden 駅伝」浜本正樹監督（2000年）
- 「刑務所の中」崔洋一監督（2002年）
- 「EKOEKO AZARAK エコエコアザラク」鈴木浩介監督（2002年）
- 「九州マフィア外伝」原田昌樹監督（2002年）- 滝川会長
- 「GUN CRAZY」室賀厚監督（2002年）
- 「着信アリ」三池崇史監督（2003年）
- 「蒸発旅日記」山田勇男監督（2003年）
- 「ゼブラーマン」三池崇史監督（2004年）
- 「夢幻彷徨 MUGEN-SAMURAI」木村威夫監督（2004年）
- 「またの日の知華」原一男監督（2004年）
- 「HAZAN」五十嵐匠監督（2004年）
- 「花と蛇」石井隆監督（2004年）
- 「血と骨」崔洋一監督（2005年）
- 「長州ファイブ」五十嵐匠監督（2005年）
- 「オトコタチノ狂」ジョイ・イシイ監督（2005年）
- 「肌の隙間」瀬々敬久監督（2005年）
- 「戦 IKUSA」本田隆一監督（2005年） - 百瀬万吉
- 「YUMENO」鎌田義孝監督（2005年）
- 「まだまだあぶない刑事」鳥井邦男監督（2005年）
- 「やくざの詩 OKITE」松方弘樹監督（2006年）
- 「海と夕陽と彼女の涙 ストロベリーフィールズ」太田隆文監督（2006年）
- 「PET BOX ペットボックス ネコと金魚の恋物語」瀬々敬久監督（2006年）
- 「火垂るの墓」日向寺太郎監督（2006年）
- 「フライングラビッツ」瀬々敬久監督（2006年）
- 「君のままで」鈴木康介監督（2006年）
- 「隣人13号」井上靖雄監督（2006年）
- 「怪談新耳袋 ノブヒロさん」豊島圭介監督（2006年）
- 「煙が目にしみる 〜重松清「愛妻日記」より〜」亀井亨監督（2006年）
- 「おじさん天国」いまおかしんじ監督（2007年）
- 「セレブが結婚したい13の悪魔」森角威之監督（2007年、グロービック）
- 「クリーニング恥娘。いやらしい染み」松岡邦彦監督（2008年）
- 「地球でたったふたり」内田英治監督（2008年）
- 「夢のまにまに」木村威夫監督（2008年）
- 「同窓会」サタケミキオ監督（2008年）
- 「黄金花」木村威夫監督（2009年）
- 「美代子阿佐ヶ谷気分」坪田義史監督（2009年）
- 「カムイ外伝」崔洋一監督（2009年）
- 「白日夢」愛染恭子監督、いまおかしんじ監督（2009年）
- 「いくつになってもやりたい不倫」坂本礼監督（2009年）- 青田重雄[3]
- 「ロストクライム -閃光-」伊藤俊也監督（2010年）
- 「巨乳ドラゴン 温泉ゾンビVSストリッパー5」中野貴雄監督（2010年）
- 「青い青い空」太田隆文監督（2010年）
- 「キャタピラー」若松孝二監督（2010年）
- 「ヌードの夜/愛は惜しみなく奪う」石井隆監督（2010年、クロックワークス）
- 「阿部定 最後の七日間」愛染恭子監督（2012年） - 先生
- 「カミハテ商店」山本起也監督（2012年）
- 「はなればなれに」下手大輔監督（2012年）
- 「始まりも終わりもない」伊藤俊也監督（2012年）
- 「フィギュアなあなた」石井隆監督（2013年）
- 「青春H」 「スターティング・オーヴァー」五藤利弘監督（2014年）
- 「華魂」佐藤寿保監督（2014年）
- 「花蓮〜かれん〜」五藤利弘監督（2014年）
- 「マリアの乳房」瀬々敬久監督（2014年）
- 「ゆめはるか」五藤利弘監督（2014年）
- 「時がとまっとる」坪井信治監督（2014年）
- 「向日葵の丘・1983年夏」太田隆文監督（2015年）
- 「GONIN サーガ」石井隆監督（2015年）
- 「十字架」五十嵐匠監督（2015年） - おじいさん
- 「ヴィレッジ・オン・ザ・ヴィレッジ」黒川幸則監督（2016年）
- 「おとめ桜」（2017年）
- 「ライズ-ダルライザーTHE MOVIE」（2017年）
- 「青春夜話　Amazing place」切通理作監督（2017年12月）　-　用務員・猪俣
- 「菊とギロチン」瀬々敬久監督（2018年） - 佐吉の父
- 「師匠の女将さん　いじりいじられ」（2018年12月21日、オーピー映画） - 社長[4]
- 「爛れた関係　猫股のオンナ」（2019年9月13日、オーピー映画） - 水木部長[5]
- 「女詐欺師レン キケンな情事を追え!」（2020年、オーピー映画） - 和明[6]
- 「ひとくず」上西雄大監督（2020年） - コンビニ店長
- 「扉を閉めた女教師」（2021年6月6日、プロダクションレニー）[7]
- 「西成ゴローの四億円」上西雄大監督（2021年11月9日） - オンブ
  - 「西成ゴローの四億円 死闘篇」上西雄大監督（2022年公開）
- 愛なのに（2022年2月25日、城定秀夫監督） - 常連客の老人

### テレビ
- 太陽にほえろ! 第430話「東京大追跡」（1980年、日本テレビ）
- 西部警察 第33話「聖者の行進」（1980年） - 情報屋
- 峠の群像（1982年、NHK大河ドラマ） - 茶坊主
- 刑事ヨロシク（1982年、TBS） - 死神組構成員
- 土曜ワイド劇場（テレビ朝日 / 朝日放送）
  - 松本清張の風の息（1982年、松竹）
  - 混浴露天風呂連続殺人（1982年）
  - 松本清張の断線（1983年、東映） - 竹下刑事
  - 松本清張サスペンス・黒い空（1990年、松竹）
- 大江戸捜査網 第582話「遊女に賭けた孤独の一匹狼」（1983年、テレビ東京 / 三船プロ）
- 新ハングマン 第13話「天使を喰うハイエナ病院」（1983年、朝日放送） - 大東平和連盟構成員
- 特命刑事ザ・コップ 第6話「さらわれた女を追え!」（1985年、朝日放送） - 室田信二
- ザ・ハングマンV 第4話「ポルノ女優殺しで玉のこしに乗る!」（1986年、朝日放送） - チンピラ（青スーツ）
- あぶない刑事シリーズ（日本テレビ） - 港署少年課・愛川史郎 
  - あぶない刑事（1986年 - 1987年）
  - もっとあぶない刑事（1988年 - 1989年）
  - あぶない刑事フォーエヴァー TVスペシャル'98（1998年）
- 女ふたり捜査官 第17話「予言しすぎた星占いの女」（1987年、朝日放送 / テレパック）
- ジャングル 第16話「警官が狙われた」（1987年、日本テレビ / 東宝） - 八坂署捜査三係・大石刑事
- 電脳警察サイバーコップ 第6話「狙われた織田! ZAC大ピンチ」（1988年、日本テレビ / 東宝）
- あきれた刑事 第16話（1988年、日本テレビ） - 刑事
- いつか、サレジオ教会で（1991年、日本テレビ） - パシフィック探偵社 調査員 白石統一郎
- 豆腐屋直次郎の裏の顔（1991年、朝日放送）
- 腕におぼえあり2（1992年、NHK） - 佐兵衛
- 闇のパープル・アイ 第2話（1996年、テレビ朝日） - 岩見沢
- 協奏曲（1996年、TBS）
- さむらい探偵事件簿 第14話（1996年、日本テレビ）
- 火曜サスペンス劇場（日本テレビ）
  - 刑事・鬼貫八郎第8話「青の殺意」（1998年9月22日） - バー「銀の靴」の経営者・杉本明
  - 警部補 佃次郎第12話「死にいそぐ女」（2001年5月1日） - 山梨県警・北田
- はみだし刑事情熱系 第8話「身代金と消えた刑事！秘められた女の事情」（1999年11月24日、テレビ朝日）
- 北条時宗（2001年、NHK） - 大友頼泰
- 母の告白（2002年、東海テレビ / フジテレビ）
- 警視庁鑑識班2004第6話「家出少女の心を貫く父が放つ2発の銃弾」（2004年2月18日、日本テレビ） - 浮浪者
- ウルトラマンコスモス 第36話「妖怪の山」（2002年、毎日放送 / 円谷プロ） - 駐在
- 新・夜逃げ屋本舗 第9話（2003年、日本テレビ）
- ウルトラQ dark fantasy 第10話「送り火」（2004年、テレビ東京 / 円谷プロ） - 大盛検察官
- 慶次郎縁側日記（2004年、NHK）
- 魔弾戦記リュウケンドー（2006年、テレビ愛知 / テレビ東京） - 猪俣熊蔵
- どんど晴れ（2007年、NHK） - 上岡秀治
- トミカヒーロー レスキューフォース（2009、テレビ東京） - 猪元謙三
- 天地人（2009年、NHK大河ドラマ） - 酒井忠次
- 外事警察 第4話（2009年12月5日、NHK土曜ドラマ） - 管理人
- ストロベリーナイト （2010年、CX）
- 大岡越前 第7話「螢火の四千両」（2014年1月10日、NHK BSプレミアム / C.A.L） - 仙三
- 新・ミナミの帝王（光と影） 第13話（2017年1月14日、関西テレビ）

### Vシネマ
- 狙撃2 THE SHOOTIST（1990年、東映Vシネマ）
- ベレッタＭ92F 凶弾（1990年、原隆仁監督）- 自転車屋
- 打鐘(ジャン)男たちの激情（1994年、黒沢清監督）- ベテラン記者
- デカ玉金助三郎2（1994年）
- XX(ダブルエックス) 美しき獣（1995年、東映ビデオ、池田敏春監督）
- 渡世無頼（1995年）- 田代
- 修羅がゆく（1995年）- 山城組組員
- ボディガード牙（三池崇史監督）
- どチンピラ（金澤克次監督）
- 日本極道史（金澤克次監督）
- リストラ代紋2（1997年、金澤克次監督）
- 熱血!二代目商店街（1999年） - 野々山店長（大手スーパーマーケット）
- 新・ヤンママトラッカー けじめつけます（2000年）
- どチンピラ コマシの仁（2001年、アンカー・フィルムズ） - 沖本興業会長
- 玄海組血風録（金澤克次監督）
- 仁義20 裏切りの報酬（松井昇監督） - 食堂店長
- 893(ヤクザ)タクシー（黒沢清監督）
- 実録・最後の愚連隊（2002年） - 綱島一家貸元 秋山繁次郎
- したがる兄嫁（2002年） - ホテルのオーナー
- 修羅のみち12 完結篇（2004年）- 広島・安芸連合四代目総長 前島清
- 射る眼 猟奇殺人の記憶（2006年）
- ビジネスマン必勝講座 ヤクザに学ぶ交渉術（2007年）第四話「人情こそが最大の武器!」 - I興業 I組長
- ビジネスマン必勝講座 ヤクザに学ぶ指導力（2007年）第二話「仕事は自分で切り拓け!」 - A一家 A会長
- ビジネスマン必勝講座 ヤクザに学ぶ経済戦術（2007年）実例3「右翼団体会長M氏の交渉戦術」 - A社重
- ビジネスマン必勝講座 ヤクザに学ぶカリスマ性（2008年）実例4「K会・M連合会 I会長の指導力」 - S組長
- 実録・外道の群れ（2007年） - 岩政一家神和会会長 久永大悟
- 実録・国粋 竜侠（2007年） - 落秋一家五代目総長 大森仙太郎
- 修羅の血涙（2007年） - 山岡連合会幹部
- 極道の紋章（2007年） - 十三 二代目忠道会会長 大町泰三
- 平成清水一家 完結編（2007年） - 都鳥一家
- 組長×射殺〜敵を狩れ〜（2007年） - ササナミ一家 タキモト
- 組長×射殺〜首領を撃て!〜（2007年） - マルボウ刑事 サキモト
- 修羅の妻(おんな)たち 〜射殺者の妻、その愛〜 (2008年） - 守山組組長
- 実録・無敵道（2008年） - ムトウ
- 刑務所で泣くヤツ、笑うヤツ（2009年） - 新潟刑務所 所長
- 秘書〜黒蠍の誘惑（2009年）
- ヤンキーヘルパー（2011年、城定秀夫監督）
- エアセックス（2011年、城定秀夫監督）
- 女の犯罪史（2012年、城定秀夫監督） - お見合いの仲人
- ネオン蝶（2013年、サトウトシキ監督）
- Scramble スクランブル 抗争の死角（2013年）
- 妻の秘蜜 〜夕暮れてなお〜（2016年、城定秀夫監督） - 菜緒の義父
- 虎狼の群れ（2017年、藤原健一監督） - 黒龍会蛯名組組長 蛯名夏男
- CONFLICT 〜最大の抗争〜 第三章 第四章（2018年、藤原健一監督） - 関西経済連合会会長 久保剛一（正岡茂治の門下生）
- YOKOHAMA BLACK5（2018年6月、オールインエンタテインメント）[8] - 名神会会長 錦一家組長 神村重孝
- 日本統一42・43（2020年）- 関山ハウス会長 戸田
- 織田同志会 織田征仁1・2・3（2020年） - 相模会猪瀬組組員 杉田圭作（織田同志会杉田晋作の父親）
- 義兄弟（2021年） - 龍仁會 菅生正雄

### 舞台
- ヌーのコインロッカーは使用禁止（2018年、上西雄大演出）